# 安定区 (定西市)
安定区是中华人民共和国甘肃省定西市下辖的市辖区，為市政府駐地。东经104°12'-105°01'，北纬35°17'-36°02'。
2003年4月以前为定西县。

## 行政区划
安定区下辖3个街道办事处、12个镇、7个乡：
中华路街道、永定路街道、福台路街道、凤翔镇、内官营镇、巉口镇、称钩驿镇、鲁家沟镇、西巩驿镇、宁远镇、李家堡镇、团结镇、香泉镇、符家川镇、葛家岔镇、白碌乡、石峡湾乡、新集乡、青岚山乡、高峰乡、石泉乡和杏园乡。

## 特产
定西马铃薯脱毒种薯：中国地理标志产品。